# アルノンの奔流の谷

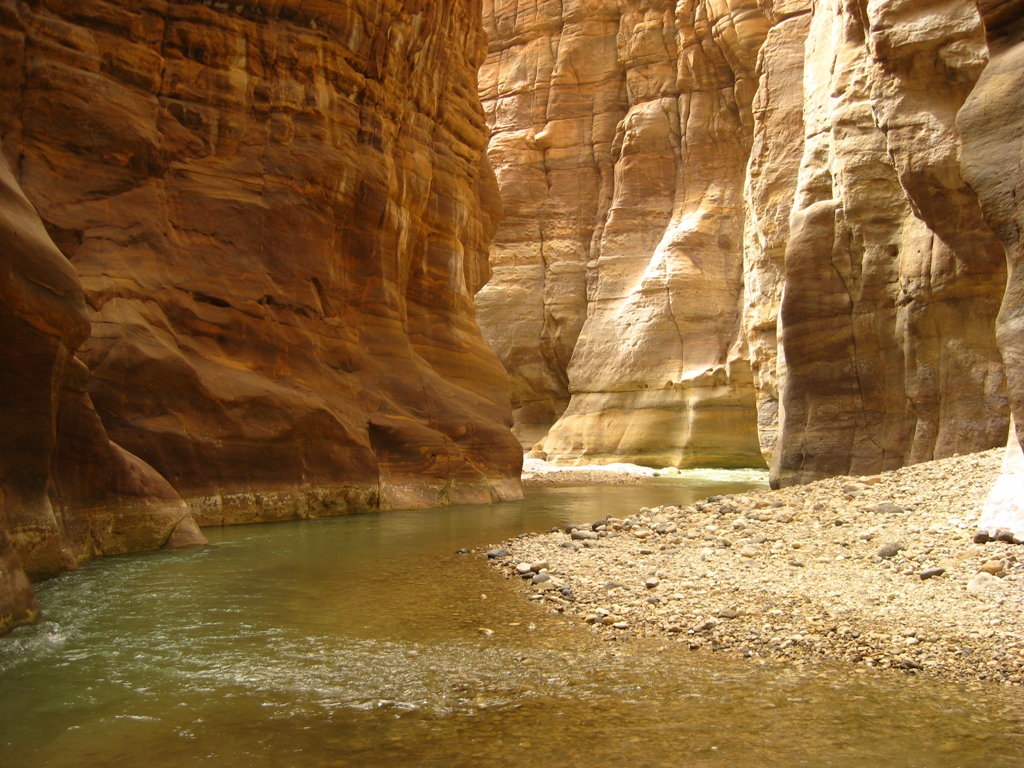
ワディ・ムジブの渓谷の底を流れる川

アルノンの奔流の谷は旧約聖書に登場する川である。死海東岸モアブ最大の川である。現在のワディ・エル・ムジブであると言われている。
南部アラビアの丘陵地帯、レジュンの地域に水源があり、南北80kmに及ぶ地帯多くの支流を集めつつ東から西に流れ、死海東部の中間の南、エン・ゲディの反対側で死海に注いでいる。その流れの大部分は、深い渓谷を通っている、渓谷の幅は4km以上に達する箇所もある。河床の両側の断崖は高さ500mに及ぶ。
アルノン川は、モアブ人とエモリ人との境界であり、イスラエルの民はアルノンを南から北に渡るように命じられた。後に、アルノン川はルベン族の相続地の南の境界になった。しかし、モアブ人はアルノン北部にも領土を拡大した。
アルノン川には多くの渡し場があった。
付近地域は生物多様性に富み、300種の植物と多くの種類の留鳥と渡り鳥にとって重要な場所であり、2011年に「ムジブ生物圏保護区」に登録された。

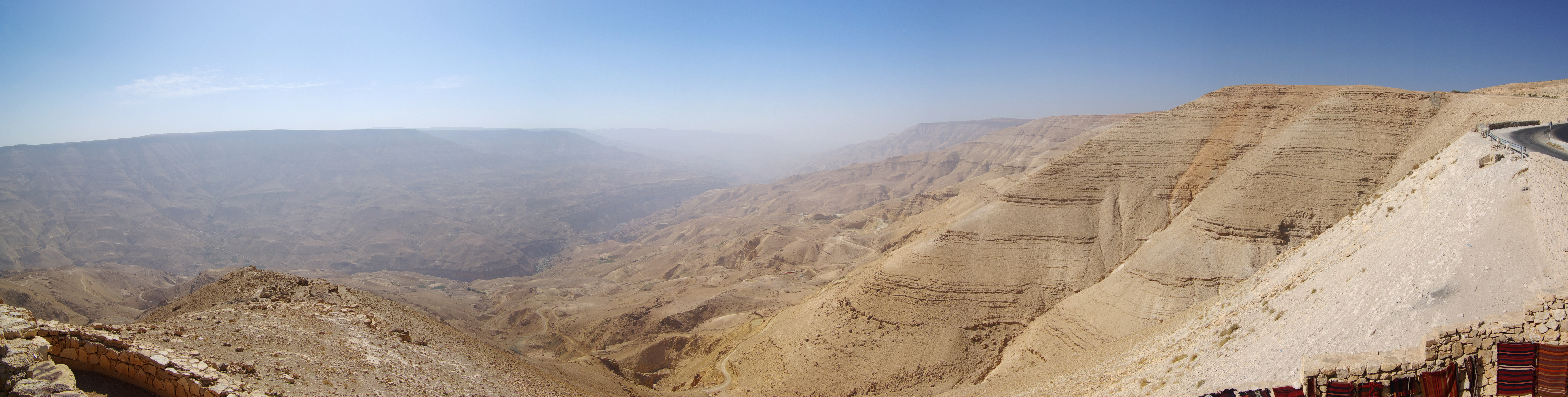
ワディ・ムジブ